# Haemaphysalis menglaensis
Haemaphysalis menglaensis är en fästingart som beskrevs av Pang, Chen och Qiao Ping Xiang 1982. Haemaphysalis menglaensis ingår i släktet Haemaphysalis och familjen hårda fästingar. Inga underarter finns listade i Catalogue of Life.